# Alrawia
Alrawia (Wendelbo) K. M. Perss. & Wendelbo  é um género botânico pertencente à família Asparagaceae.

## Espécies
Apresenta apenas duas espécies:
- Alrawia bellii (Baker) K.Perss. & Wendelbo
- Alrawia nutans   (Wendelbo) K.Perss. & Wendelbo